# Idume niveina
Idume niveina är en insektsart som först beskrevs av Walker 1857.  Idume niveina ingår i släktet Idume och familjen Flatidae. Inga underarter finns listade i Catalogue of Life.